# Балясне (Полтавський район)
Баля́сне — село в Україні, у Диканській селищній громаді Полтавського району Полтавської області. Населення становить 966 осіб. Орган місцевого самоврядування — Балясненська сільська рада.

## Географія
Село Балясне знаходиться між селами Дейнеківка та Попівка (0,5 км). По селу протікає пересихаюча річечка Гараганка з загатою. Поруч проходить автомобільна дорога Т 1721.

## Історія
За даними на 1859 рік у власницькому селі Седаківка (Балясне) Полтавського повіту Полтавської губернії, мешкало 1272 особи (595 чоловічої статі та 677 — жіночої), налічувалось 204 дворових господарства, існувала православна церква, відбувалось 3 ярмарки на рік.
Станом на 1885 рік у колишньому власницькому селі, центрі Баляснівської волості, мешкало 1541 особа, налічувалось 262 дворових господарства, існували православна церква, школа, 2 постоялих будинки й 4 лавки, відбувались ярмарки на рік.
За переписом 1897 року кількість мешканців зросла до 2245 осіб (1107 чоловічої статі та 1138 — жіночої), з яких 2184 — православної віри.
Село належало до маєтку князя В. С. Кочубея, що звався Піщано-Балясним. Налічував маєток 9 000 десятин землі. Керуючим у 1883—1896 роках був вчений, агроном Олександр Ізмаїльський.
За адміністративним поділом 7 березня 1923 волость увійшла до складу новоутворенного Піщанського району Полтавської округи.
13 березня 1925 року центр Піщанського району перенесено з села Піщаного до села Балясне, а район перейменовано на Баляснівський.
12 червня 2020 року, відповідно до розпорядження Кабінету Міністрів України № 721-р «Про визначення адміністративних центрів та затвердження територій територіальних громад Полтавської області», село увійшло до складу Диканської селищної громади.
19 липня 2020 року, в результаті адміністративно - територіальної реформи та ліквідації Диканського району, село увійшло до складу новоутвореного Полтавського району.

## Населення
Згідно з переписом УРСР 1989 року чисельність наявного населення села становила 1037 осіб, з яких 460 чоловіків та 577 жінок.
За переписом населення України 2001 року в селі мешкало 970 осіб.

### Мова
Розподіл населення за рідною мовою за даними перепису 2001 року:
| Мова       | Відсоток |
| ---------- | -------- |
| українська | 96,48 %  |
| російська  | 2,48 %   |
| вірменська | 0,83 %   |
| інші       | 0,21 %   |

## Економіка
- Молочно-товарна ферма № 1.
- Молочно-товарна ферма № 2.
- ТОВ «Балясне».
- Пилорама.
- Столярний цех.
- Зерновий тік.
- Цех ремонту сільськогосподарської техніки.

## Об'єкти соціальної сфери
- Школа.
- Лікарня.
- Музей.
- Дитячий садок
- Будинок культури
- Бібліотека

## Релігія
- Миколаївський храм.

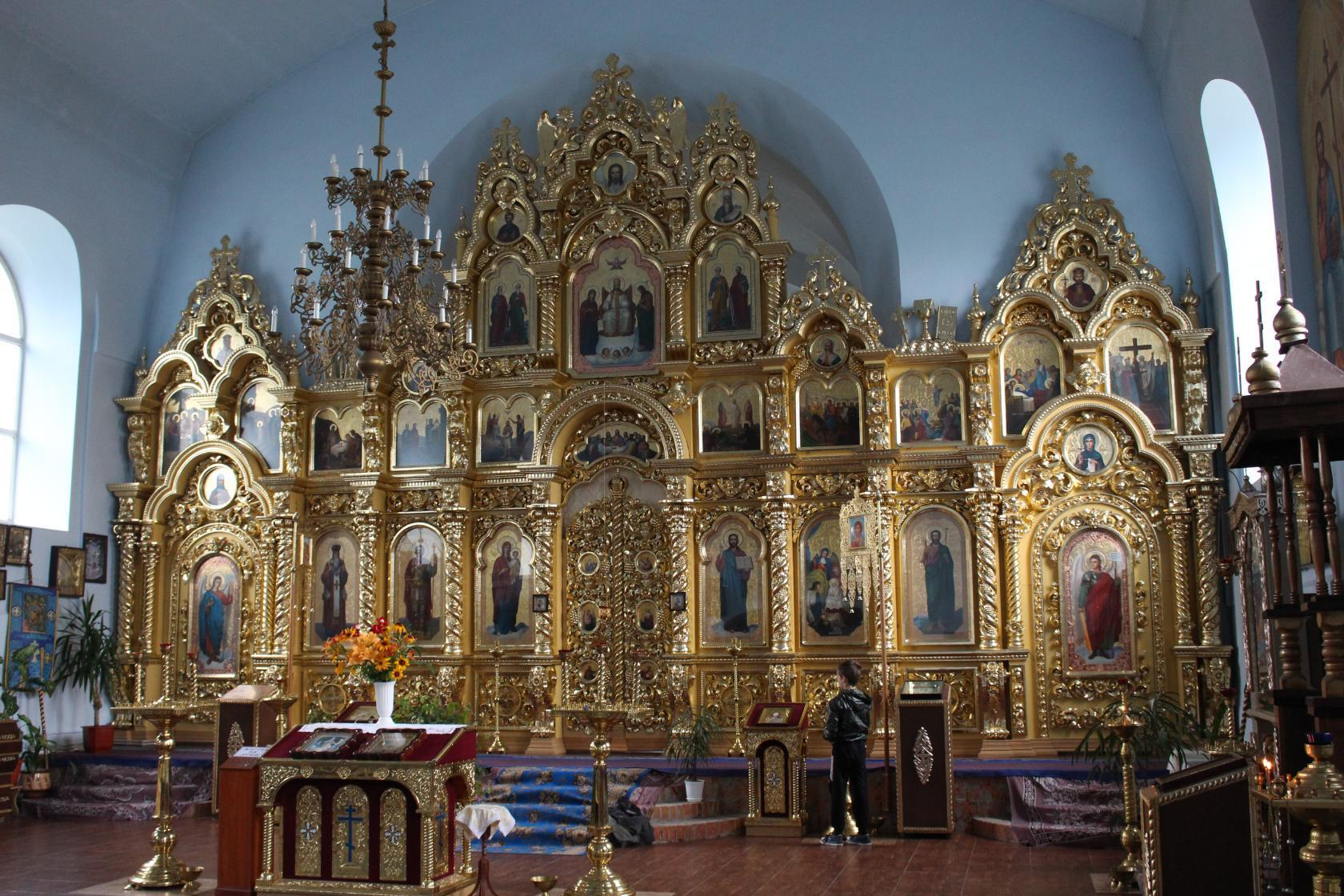

- Іконописна майстерня по відновленню та виготовленню іконостасів, нагороджена орденом Ярослава Мудрого. (На фото іконостас м. Лубни — виготовлений в іконописній майстерні с. Балясне (все повністю: ікони написані, різьблення вирізане, позолота, монтаж)).

## Відомі люди
- Семко Михайло Федорович (1906—1979) — український науковець, професор, інженер-механік.
- Терещенко Михайло Кіндратович (1913–1944) — Герой Радянського Союзу.